# Anna Próchniak

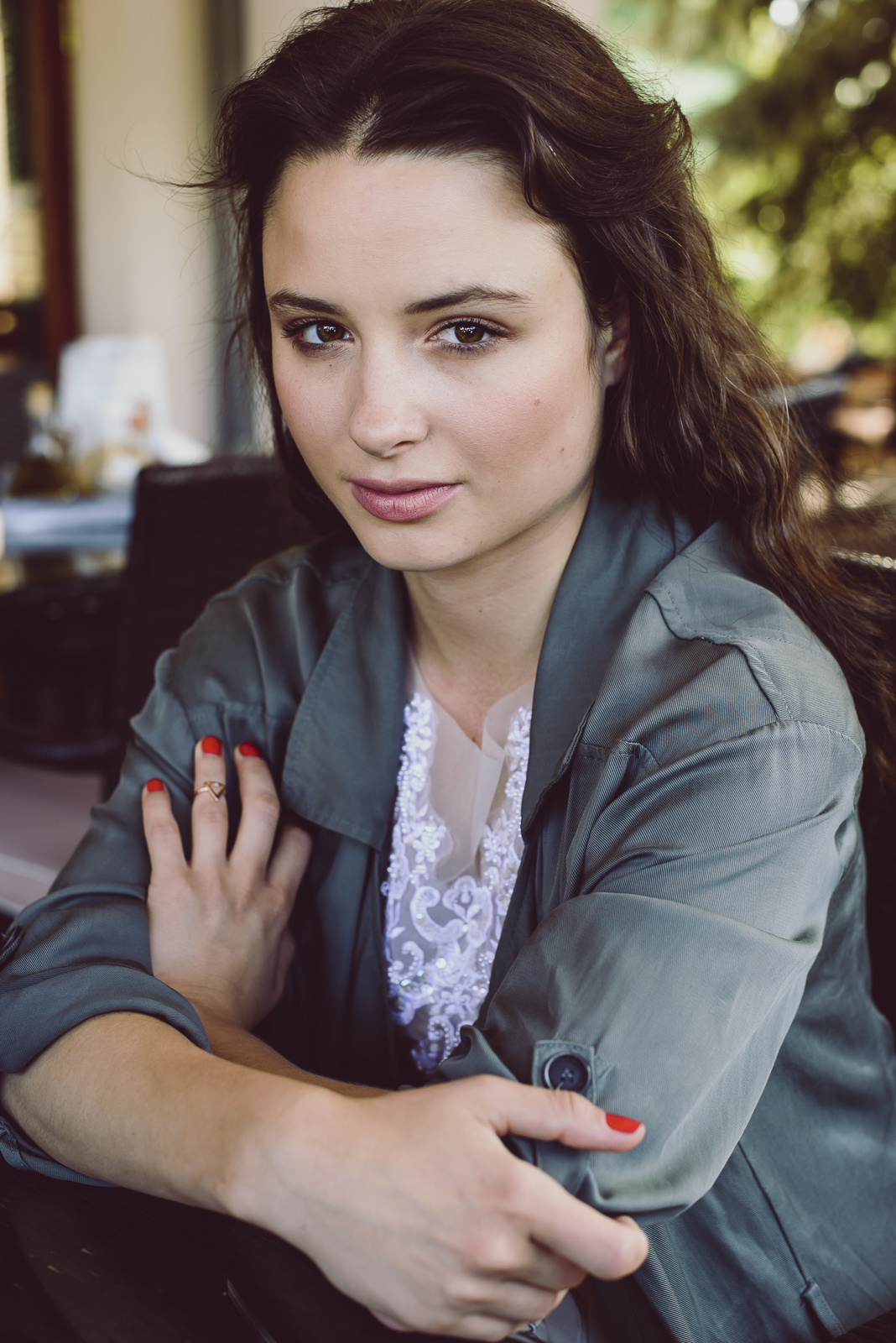
Anna Próchniak

Anna Próchniak (* 22. Dezember 1988 in Lublin) ist eine polnische Schauspielerin.

## Leben
Anna Próchniak machte zunächst eine Ballettausbildung, ihre Schauspielausbildung an der Staatlichen Hochschule für Film, Fernsehen und Theater Łódź schloss sie 2013 ab.
Am Theater debütierte sie 2012 in Nataschas Traum (Marzenie Nataszy) von Jarosław Pulinowicz am Teatr Powszechny in Warschau, ihr Spielfilm-Debüt gab sie ebenfalls 2012 mit der Rolle der Irmina in Shameless von Filip Marczewski. Im Kriegsfilm Warschau ’44 von Jan Komasa über den Warschauer Aufstand mit Józef Pawłowski und Zofia Wichłacz spielte sie 2014 die Rolle der Untergrundkämpferin Kamila „Kama“ Jedrusik. Für ihre Darstellung der Kama wurde sie am Polnischen Filmfestival Gdynia mit dem Elle-Rising-Star-Award ausgezeichnet.
2016 verkörperte sie im Filmdrama Agnus Dei – Die Unschuldigen von Anne Fontaine die junge Ordensschwester Zofia. 2018 war sie im isländischen Thriller Die Frau im Eis von Börkur Sigthorsson als Sofia in einer Hauptrolle zu sehen. In dem bei den Internationalen Filmfestspielen von Cannes 2019 in der Reihe Quinzaine des réalisateurs vorgestellten Filmdrama Oleg hatte sie als Malgosia die weibliche Hauptrolle. In der britischen Serie Baptiste von BBC One übernahm sie die Rolle der Natalie Rose. 2022 spielte sie in der romantischen Komödie Herzensparade von Filip Zylber als Magda die weibliche Hauptrolle.
Für die Dramaserie The Tattooist of Auschwitz von Sky und Peacock basierend auf dem Roman Der Tätowierer von Auschwitz: Die wahre Geschichte des Lale Sokolov von Heather Morris mit Jonah Hauer-King als Lale Sokolov wurde sie für die weibliche Hauptrolle der Gita Furman besetzt.
In den deutschsprachigen Fassungen wurde sie von Jenny Maria Meyer in Herzensparade sowie von Maria Wardzinska in Die Frau im Eis und in Baptiste synchronisiert.

## Filmografie (Auswahl)
- 2010: Przestepczosc (Kurzfilm)
- 2012: Shameless (Bez wstydu)
- 2013: Lasting (Nieulotne)
- 2013: True Law (Prawo Agaty, Fernsehserie, eine Folge)
- 2014: Warschau ’44 (Miasto 44)
- 2014: Bürger (Obywatel)
- 2014: Na krawedzi (Fernsehserie, eine Folge)
- 2015: Teatroteka: Miss HIV (Fernsehfilm)
- 2015: Krew z krwi (Fernsehserie)
- 2016: Agnus Dei – Die Unschuldigen (Les innocentes)
- 2016: Bodo (Fernsehserie)
- 2017: Bad Day for the Cut
- 2017: Bodo
- 2017: Belle Epoque (Fernsehserie)
- 2017: Breaking the Limits (Najlepszy)
- 2018: Die Frau im Eis (Vargur)
- 2017–2018: Ucho Prezesa (Fernsehserie)
- 2019: Teatroteka: Holzwege (Fernsehfilm)
- 2019: Teatroteka: Widok z mojego balkonu (Fernsehfilm)
- 2019: Teatroteka: Alicja w Krainie Koszmarów (Fernsehfilm)
- 2019: Baptiste (Fernsehserie)
- 2019: Oleg
- 2019: 1800 Gram
- 2022: Behawiorysta (Fernsehserie)
- 2022: Herzensparade (Parada serc)
- 2022: Negatyw
- 2022: Wotum nieufnosci (Fernsehserie)
- 2023: Unmoored
- 2024: The Tattooist of Auschwitz (Miniserie)